# Maciej Nowicki

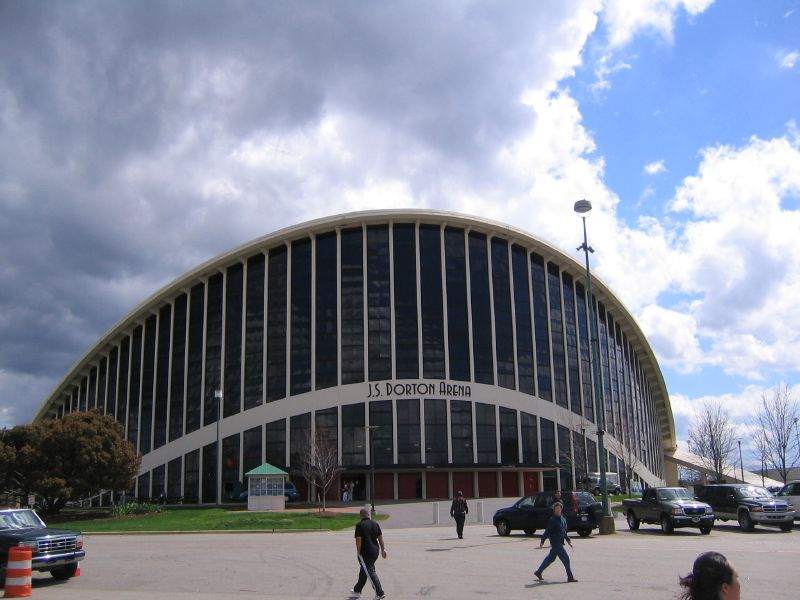
Dorton Arena à Raleigh, aux États-Unis, conçue par Nowicki

Matthew Nowicki (connu en Pologne sous le nom de Maciej Nowicki) (26 juin 1910 – 1er septembre 1950) est un architecte polonais. Il est connu pour avoir été nommé architecte en chef de la ville nouvelle de Chandigarh en Inde. 

## Carrière
Nowicki est né à Tchita en Sibérie. Après la Seconde Guerre mondiale il reçoit la mission de reconstruire la capitale polonaise Varsovie. En décembre 1945, il entre en poste à New York en tant que délégué officiel de l'État polonais, afin de promouvoir la reconstruction de la Pologne
Nowicki est l'architecte de la J.S. Dorton Arena à Raleigh, qui fut construite en 1952 après sa mort. Il était un membre actif de l'équipe "Workshop of Peace" (Atelier de la paix) qui travaillait sur le siège des Nations unies. Il était à la tête de l´une des chaires d'enseignement de la faculté d'architecture de l'Université de Caroline du Nord.

## Mort
Nowicki meurt aux alentours de minuit dans la nuit du 31 août au 1er septembre 1950, dans le crash du vol Trans World Airlines Flight 903, au milieu du désert Libyque, près de Ouadi Natroun en Égypte. Il rentrait d´Inde où il travaillait sur les plans de la ville nouvelle de Chandigarh.